# Czinduin
Czinduin (birm. ချင်းတွင်းမြစ် /tɕɪ́ɴdwɪ́ɴ mjɪʔ/) – rzeka w północno-zachodniej Mjanmie będąca prawym i największym dopływem Irawadi (uchodzi do niej kilkoma ramionami). 

## Opis
Jej długość wynosi ok. 640 km, a powierzchnia dorzecza blisko 115 tys. km². Wypływa z gór Patkaj oraz Kumon, na granicy z Indiami. Głównym jej dopływem jest Myittha (pr.). Przepływa przez miasto Monjewa. W górnym biegu tworzy wiele wodospadów. Jest żeglowna na długości od 250 do 600 km i jest to uwarunkowane stanem wód.